# تهدید (فیلم ۱۹۴۵)
تهدید (انگلیسی: Life on a Thread) فیلمی در ژانر کمدی به کارگردانی ادگار نویل است که در سال ۱۹۴۵ منتشر شد. از بازیگران آن می‌توان به گیجرمو مارین و جوسه‌فینا د لا توره اشاره کرد.